# Boris Široki
Boris Široki, hrvatski kulturni djelatnik u iseljeništvu.

## Životopis
Završio je Fakultet političkih znanosti u Madridu, na kojem je obranio disertaciju El desarollo de las relaciones internacionales de Croatia desde su origen hasta la Unión con los Habsburgos (1954.). Iz Španjolske odlazi u Venezuelu, gdje je imenovan ravnateljem tamošnjeg Vijeća za djecu. Objavljivao je članke o hrvatskim problemima u venezuelskim novinama i časopisima. U časopisu La Religión (29. ožujka 1964) je objavio članak Utopia yugoeslava, a u monografskom broju biltena Hrvatsko-venezuelskog centra (Caracas) 1986., zajedno sa Zdravkom Sančevićem, objavio studiju Miranda en Croatia, u kojoj je riječ o bilješkama uglednoga generala i političara Mirande tijekom posjeta Dubrovačkoj Republici, o kojoj se najpovoljnije izrazio. Nakon uspostave hrvatske države neko vrijeme obavljao dužnost počasnoga konzula RH u Venezueli. 